# Zoe Lee
Zoe Samantha Lee (Richmond, 15 de dezembro de 1985) é uma remadora britânica, medalhista olímpica.

## Carreira
Lee competiu nos Jogos Olímpicos de 2016, no Rio de Janeiro, onde conquistou a medalha de prata com a equipe da Grã-Bretanha no oito com.